# Édenkert a sikátorban
Az Édenkert a sikátorban (eredeti cím: Paradise Alley) 1978-ban bemutatott amerikai filmdráma, melynek rendezője, forgatókönyvírója és főszereplője Sylvester Stallone. Az 1940-es évek elején New York Hell's Kitchen nevű negyedében játszódó történet három testvérről, a Carboni Fiúkról szól. 

## Cselekmény
Cosmo Carboni (Sylvester Stallone) külvárosi csavargó, aki a könnyű pénzkereset reményében minden lehetőséget megragad. Rendszeresen köt fogadásokat bivalyerős öccsére, Victorra (Lee Canalito), aki birkózóként sok pénzt keres ezzel a sporttal. Bátyjuk, Lenny (Armand Assante) a frontról hazatérve elvállalja Victor menedzselését, de mindeközben szemet vet Cosmo szerelmére, Annie-re (Anne Archer). A három testvér közös erővel hamarosan a csúcson találja magát, de ezért cserébe hatalmas árat kell fizetniük.

## Szereplők
| Színész            | Szerep           | Magyar hang   |
| ------------------ | ---------------- | ------------- |
| Sylvester Stallone | Cosmo Carboni    | Kőszegi Ákos  |
| Armand Assante     | Lenny Carboni    | Mihályi Győző |
| Lee Canalito       | Victor Carboni   | Sótonyi Gábor |
| Anne Archer        | Annie O'Sherlock | Spilák Klára  |
| Kevin Conway       | "Stitch" Mahon   | Csuja Imre    |
| Terry Funk         | Bunyós Frankie   | Faragó András |
| Frank McRae        | Kemény ököl      | Sörös Sándor  |
| Joe Spinell        | "Burp"           | Tarján Péter  |
| Tom Waits          | "Mumbles"        | Kálid Artúr   |
| Aimee Eccles       | Susan Chow       | Kapu Hajni    |
| Joyce Ingalls      | Nyuszi           | Orosz Anna    |
| John Monks Jr.     | Micky, csapos    |               |
| Frank Stallone     | énekes           |               |
| Ted DiBiase        | birkózó          |               |

## Érdekességek
- A film munkacíme Hell's Kitchen volt.
- Tom Waits ezzel a filmmel mutatkozott be.
- Stallone azt mondta a People magazinnak, hogy eredetileg afroamerikaiak szerepeltek volna a filmben. De megváltoztatta olasz-amerikaiakra, mivel csak akkor kapott nagy finanszírozást, ha a főszerepet is maga játssza el.[forrás?]
- A történetet Stallone előbb regényként, majd forgatókönyvként írta meg 1974-ben, még mielőtt a Rockyt megírta volna.[3]